# Кубок Украины по футболу 2010/2011
Кубок Украины по футболу 2010—2011 (укр. Кубок України з футболу 2010—2011, официальное название — Датагруп Кубок Украины по футболу) — 20-й розыгрыш кубка Украины, проводился с августа 2010 года по 25 мая 2011 года. Титул защищала симферопольская «Таврия».

## Участники
В этом розыгрыше Кубка приняли участие 52 команды чемпионата и обладатель Кубка Украины среди любителей 2009
| Клубы Премьер-Лиги: - «Арсенал» (Киев) - «Волынь» (Луцк) - «Ворскла» (Полтава) - «Динамо» (Киев) - «Днепр» (Днепропетровск) - «Заря» (Луганск) - «Ильичевец» (Мариуполь) - «Карпаты» (Львов) - «Кривбасс» (Кривой Рог) - «Металлист» (Харьков) - «Металлург» (Донецк) - «Металлург» (Запорожье) - «Оболонь» (Киев) - ПФК «Севастополь» (Севастополь) - «Таврия» (Симферополь) - «Шахтер» (Донецк) | Клубы первой лиги: - «Арсенал» (Белая Церковь) - «Буковина» (Черновцы) - «Гелиос» (Харьков) - «Днестр» (Овидиополь) - «Энергетик» (Бурштын) - «Закарпатье» (Ужгород) - «Звезда» (Кировоград) - «Крымтеплица» (Молодёжное) - ФК «Львов» (Львов) - «Нефтяник» (Ахтырка) - «Нива» (Винница) - ПФК «Александрия» (Александрия) - ФСК «Прикарпатье» (Ивано-Франковск) - «Сталь» (Алчевск) - «Титан» (Армянск) - «Феникс-Ильичевец» (Калинино) - «Черноморец» (Одесса) | Клубы второй лиги: - «Бастион» (Ильичевск) - «Верес» (Ровно) - «Горняк» (Кривой Рог) - «Горняк-спорт» (Комсомольск) - «Десна» (Чернигов) - «Динамо» (Хмельницкий) - «Энергия» (Новая Каховка) - «Единство» (Плиски) - «Кремень» (Кременчуг) - МФК «Николаев» (Николаев) - «Нива» (Тернополь) - «Олимпик» (Донецк) - «Олком» (Мелитополь) - ФК «Полтава» (Полтава) - «Рось» (Белая Церковь) - «Скала» (Моршин) - «Сталь» (Днепродзержинск) - ФК «Сумы» (Сумы) - «Шахтер» (Свердловск) Обладатель Кубка среди любительских команд: - «Карпаты» (Яремче) |

## Первый предварительный этап
Матчи первого предварительного раунда состоялись 27 и 28 июля 2010 года. Жеребьевка этого раунда произошло 14 июля.
| №       | Команда 1   | Команда 2      | Счет           |
| ------- | ----------- | -------------- | -------------- |
| 27 июля |             |                |                |
| 1       | «Скала»     | ПФК «Сумы»     | 3:2            |
| 28 июля |             |                |                |
| 2       | «Десна»     | «Энергия»      | 1:2            |
| 3       | «Рось»      | «Горняк-спорт» | -:+            |
| 4       | «Горняк»    | «Олком»        | 1:1 (пен. 6:7) |
| 5       | «Карпаты» Я | «Верес»        | 3:0            |

## Второй предварительный этап
Матчи второго предварительного этапа состоялись 18 августа.
| Команда 1         | Команда 2         | Счет        |
| ----------------- | ----------------- | ----------- |
| Феникс-Ильичевец  | «Звезда»          | 4:3         |
| «Днестр»          | ПФК «Александрия» | 0:4         |
| ФСК «Прикарпатье» | «Энергетик»       | 1:0         |
| «Динамо» Х        | «Черноморец»      | 0:1         |
| «Гелиос»          | «Крымтеплица»     | 0:1         |
| «Нефтяник»        | ФК «Львов»        | 1:0         |
| «Олком»           | «Сталь» А         | 1:2         |
| «Бастион»         | ФК «Полтава»      | 0:1         |
| «Закарпатье»      | «Титан»           | 2:3         |
| «Олимпик»         | «Арсенал» БЦ      | 1:3         |
| «Сталь» Д         | «Скала»           | 1:0         |
| «Кремень»         | «Нива» Т          | 3:0         |
| «Энергия»         | «Единство»        | 0:1         |
| «Горняк-спорт»    | «Буковина»        | 2:1 (д. в.) |
| «Карпаты» Я       | МФК «Николаев»    | 1:0         |
| «Шахтер» С        | «Нива» В          | 3:2         |

## 1/16 финала
В матчах 1/16 финала, кроме победителей пар второго этапа, приняли участие также 16 команд Премьер-лиги. Матчи 1/16 финала состоялись 22 сентября 2010 года на полях клубов, которые указаны первыми.
| Команда 1        | Счёт           | Команда 2        |
| ---------------- | -------------- | ---------------- |
| Карпаты (Яремче) | 4:5            | Волынь           |
| Кремень          | 1:0            | Шахтёр (С)       |
| Полтава          | 2:1 (д. в.)    | Оболонь          |
| Титан            | 0:3            | Севастополь      |
| Единство         | 0:1            | Нефтяник         |
| Горняк-Спорт     | 0:5            | Карпаты          |
| Сталь (А)        | 3:1            | Арсенал (Бц)     |
| Сталь (Дн)       | 1:1 5:6 (пен.) | Феникс-Ильичёвец |
| Прикарпатье      | 0:1            | Заря             |
| Днепр            | 4:1            | Таврия           |
| Черноморец       | 1:2 (д. в.)    | Ворскла          |
| Крымтеплица      | 0:1            | Динамо           |
| Металлург (З)    | 1:0            | Мариуполь        |
| Металлист        | 1:2            | Арсенал          |
| Александрия      | 0:0 5:3 (пен.) | Металлург (Д)    |
| Шахтёр           | 6:0            | Кривбасс         |

## 1/8 финала
Жеребьёвка 1/8 финала прошла 1 октября в офисе Премьер-лиги. Матчи 1/8 финала прошли 27 октября 2010 года.
| Команда 1        | Счёт | Команда 2     |
| ---------------- | ---- | ------------- |
| Полтава          | 0:2  | Шахтёр        |
| Карпаты          | 3:0  | Ворскла       |
| Феникс-Ильичёвец | 1:2  | Металлург (З) |
| Александрия      | 1:2  | Арсенал       |
| Севастополь      | 1:2  | Динамо        |
| Нефтяник         | 0:1  | Заря          |
| Сталь (А)        | 1:0  | Волынь        |
| Кремень          | 0:3  | Днепр         |

## 1/4 финала
Жеребьёвка 1/4 финала состоялась 28 октября 2010 года в офисе Премьер-лиги. Матчи 1/4 финала состоялись 10 ноября 2010 года.
| Команда 1 | Счёт           | Команда 2     |
| --------- | -------------- | ------------- |
| Сталь (А) | 2:3            | Динамо        |
| Карпаты   | 0:2            | Арсенал       |
| Заря      | 1:1 4:5 (пен.) | Днепр         |
| Шахтёр    | 1:0            | Металлург (З) |

## Полуфинал
Жеребьёвка полуфинала состоялась 25 ноября 2010 года в Доме Футбола. Её проводил двукратный чемпион СССР, обладатель кубка СССР, а также Датагруп Кубка Украины 2010 года — Сергей Пучков. Матчи состоялись 11 мая 2011 года. По регламенту, эта стадия, как и все остальные, состоит из одного матча, в случае ничьей, будет назначено дополнительное время, после дополнительного времени — послематчевые пенальти.
| Команда 1 | Счёт | Команда 2 |
| --------- | ---- | --------- |
| Шахтёр    | 2:1  | Днепр     |
| Динамо    | 2:0  | Арсенал   |

## Финал
Финал состоялся 25 мая 2011 года в Сумах на стадионе «Юбилейный».
| 25 мая 2011 года | \| «Динамо» (Киев) \| 0:2 (0:0) протокол \| «Шахтёр» (Донецк) \| \| \| Голы \| Эдуардо 64′ · Луис Адриано 87′ \| | Юбилейный — Сумы Зрителей: 27 800 Судья: Виктор Шевцов (Одесса) |
| «Динамо» (Киев)  | 0:2 (0:0) протокол                                                                                               | «Шахтёр» (Донецк)                                               |
|                  | Голы | Эдуардо 64′ · Луис Адриано 87′                                  |

| Обладатель Кубка Украины 2010/11 |
| -------------------------------- |
| «Шахтёр» (Донецк) 7-й титул      |